# Sous le même toit
Pour plus de détails, voir Fiche technique et Distribution.
Sous le même toit est un film français réalisé par Dominique Farrugia, sorti en 2017.

## Synopsis
Divorcé de Delphine, Yvan cherche un domicile mais sa situation financière ne lui permet pas d'en trouver un. Il se souvient alors qu'il détient 20 % du logement de son ex-femme ; ils vont donc vivre en colocation avec leurs deux enfants.

## Fiche technique
- Réalisation : Dominique Farrugia
- Scénario : Dominique Farrugia, Laurent Turner
- Sociétés de production : EuropaCorp, en coproduction avec TF1 Films Production
- Société de distribution : EuropaCorp
- Pays de production :  France
- Date de sortie :
  - France : 19 avril 2017

## Distribution
- Gilles Lellouche : Yvan
- Louise Bourgoin : Delphine
- Adèle Castillon : Violette
- Kolia Abiteboul : Lucas
- Manu Payet : Nico
- Marilou Berry : Mélissa
- Julien Boisselier : William
- Nicole Calfan : Sophie, la mère de Delphine
- Katia Tchenko : Chantal
- Marie-Anne Chazel : Solange
- Lionel Abelanski : copain d'Yvan
- Dominique Farrugia : copain d'Yvan
- Jean-Claude Muaka : copain d'Yvan
- Johann Dionnet : copain d'Yvan
- Benjamin Nissen : voisin de table d'Yvan au mariage
- Claire-Lise Lecerf : amie d'Yvan et Delphine

## Commentaires
- À noter la référence à un précédent film de Dominique Farrugia, Delphine 1, Yvan 0, dans lequel les noms des personnages principaux sont identiques.